# Верх-Яминское
Верх-Яминское — село в Целинном районе Алтайского края России. Входит в состав сельского поселения Шалапский сельсовет.

## География
Расположен на юге региона, в горной местности.
Климат
континентальный. Средняя температура января −17 °C, июля +18,3 °C. Годовое количество атмосферных осадков — 600 мм.
Почвы 
южные горные чернозёмы.

## История
Основано в 1896 г. 
В 1928 году деревня Верх-Яминская состояла из 161 хозяйства. В административном отношении являлось центром Верх-Яминского сельсовета Яминского района Бийского округа Сибирского края.

## Население
| 1926 | 1997 | 1998 | 1999 | 2000 | 2001 | 2002 | 2003 | 2004 | 2005 | 2006 |
| ---- | ---- | ---- | ---- | ---- | ---- | ---- | ---- | ---- | ---- | ---- |
| 850  | ↘285 | ↗295 | ↘284 | ↗287 | ↗307 | ↘265 | ↗274 | →274 | ↘257 | ↘243 |
| 2007 | 2008 | 2009 | 2010 | 2011 | 2012 | 2013 |      |      |      |      |
| ↘235 | ↘221 | ↗223 | ↘191 | ↗193 | ↘185 | ↘177 |      |      |      |      |

Национальный состав
В 1928 году основное население — русские.
Согласно результатам переписи 2002 года, в национальной структуре населения русские составляли 99 %.

## Инфраструктура
Верх-Яминская основная общеобразовательная школа, филиал МБОУ Целинная СОШ № 1.

## Транспорт
Деревня доступна автомобильным транспортом. Выезд на автодорогу регионального значения 01 ОП МЗ 01Н-5701 Целинное - Овсянниково.